# 1531
- рік темного металевого зайця за Шістдесятирічним циклом китайського календаря.

Відродження •  Реформація •  Доба великих географічних відкриттів •  Ганза •  Імперія інків

## Геополітична ситуація
Османську державу очолює Сулейман I Пишний (до 1566). Імператором Священної Римської імперії є Карл V Габсбург (до 1555). У Франції королює Франциск I (до 1547).
Середню частину Апеннінського півострова займає Папська область. Неаполітанське королівство на півдні захопила Іспанія. Могутніми державними утвореннями півночі є Венеційська республіка, Флоренція, Генуезька республіка та герцогство Міланське.
Іспанським королівством править Карл I (до 1555). В Португалії королює Жуан III Благочестивий (до 1557).
Генріх VIII є королем Англії (до 1547), королем Данії та Норвегії є Фредерік I (до 1533), королем Швеції — Густав I Ваза (до 1560). Королем Угорщини та Богемії є Фердинанд I Габсбург (до 1564). У Польщі королює Сигізмунд I Старий (до 1548), він же залишається князем Великого князівства Литовського.
Галичина входить до складу Польщі. Волинь належить Великому князівству Литовському. Московське князівство очолює Василій III (до 1533).
На заході євразійських степів існують Казанське ханство, Кримське ханство, Астраханське ханство, Ногайська орда. Єгипет захопили турки. Шахом Ірану є сефевід Тахмасп I.
У Китаї править династія Мін. Значними державами Індостану є Імперія Великих Моголів, Біджапурський султанат, Віджаянагара. В Японії триває період Муроматі.
Іспанці захопили Мексику. В Імперії інків править Уаскар (до 1532).

## Події

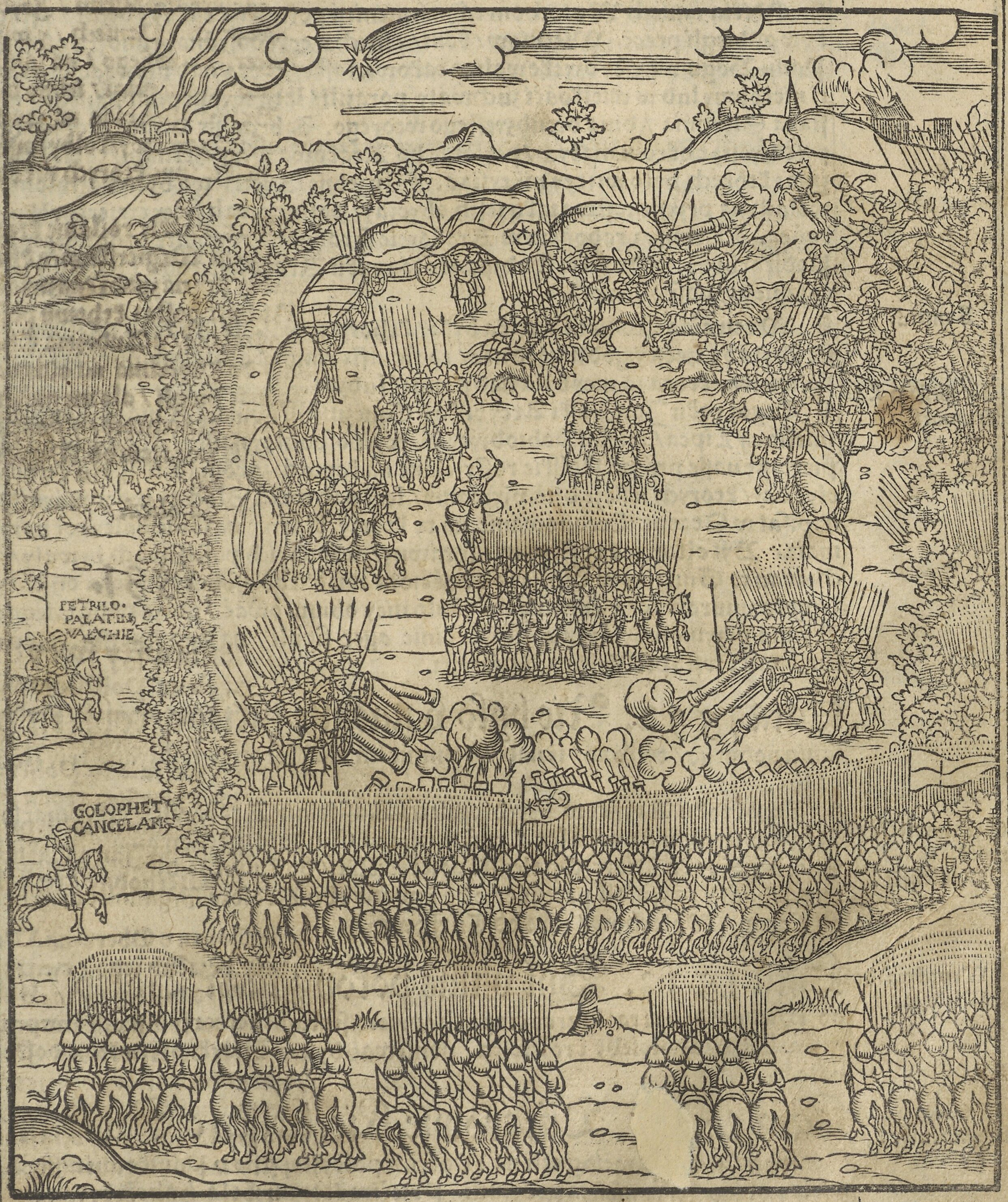
Обертинська битва на деревориті в Польській хроніці 1564 року.

- Остафій Дашкевич відбив напад кримського хана Саадат І Ґерая на Черкаси.
- Московський князь Василій III посадив у Казані свого ставленика.
- Війська Королівства Польського завдали поразки військам Молдавського князівства під Обертином і відстояли Покуття.
- Реформація:
  - 20 листопада другий Каппельський собор підтвердив конфесійне розділення Швейцарії і право кожного кантону самостійно визначати своє ставлення до Реформації. Це привело до релігійного розділення Швейцарії — рішення про приналежність до тієї чи іншої релігії перестало бути приватною справою окремої людини, а стало територіальною проблемою.
  - Лютерани Німеччини утворили Шмалькальденський союз для відстоювання своїх прав у боротьбі з католиками.
  - У битві під Каппелем між католиками і протестантами в ході Другої Каппельської війни загинув швейцарський богослов Ульріх Цвінглі.
  - Після Каппельської битви в Швейцарії встановлено Каппельський мир, за яким кожен кантон міг вибирати свою віру.
  - На соборі в Кантербері короля Генріха VIII проголошено главою церкви, «якщо така ласка Христа».
- Фердинанда Габсбурга проголошено римським королем.
- Зображення Матері Божої Гваделупської з'явилася на плащі навернутого ацтека.
- В Португалії запроваджено інквізицію, але папа римський Климент VII призупинив її дію.
- У Лісабоні стався землетрус із численними жертвами.
- Засновано Сараєвський університет.
- Засновано міста Пуебла та Сантьяго-де-Керетаро в Мексиці.
- Почалося іспанське завоювання інків.

## Народились
Докладніше: Народилися 1531 року

## Померли
Докладніше: Померли 1531 року
- 11 жовтня — під час сутичок католиків і євангелістів в Швейцарії загинув реформатор Ульріх Цвінглі.